# Rafael Altamira y Crevea
Rafael Altamira y Crevea (Alicante, 10 febbraio 1866 – Città del Messico, 1º giugno 1951) è stato uno storico spagnolo.
Insegnò a Oviedo e a Madrid (1914) e per meriti storiografici fu nominato (1929) socio straniero dei Lincei.

## Biografia
Nel luglio 1882 si trasferì all'Università di Valencia dove studiò legge e diventò amico di Vicente Blasco Ibáñez. Nella capitale conobbe Joaquín Sorolla, Azorín, Teodoro Llorente e il professor Eduardo Soler, che lo mise in contatto con Francisco Giner de los Ríos, Manuel Bartolomé Cossío e Joaquín Costa, tra gli altri. Nacque allora in lui il piacere delle lettere naturalistiche: scrisse Cuentos de Levante e il romanzo Reposo.
Nel 1886, si recò a Madrid per il suo dottorato. Nel 1888, Nicolás Salmerón gli diede l'opportunità di far parte della redazione di La Justicia, giornale del Partito Repubblicano centralista che successivamente dirigerà. Firmava i suoi articoli come "Ángel Guerra." A Madrid lavorò come segretario presso il Museo della Formazione Primaria (poi Museo pedagógico nacional) e divenne anche direttore del Bollettino dell'Istituto libera della Pubblica Istruzione. Nel 1891 pubblicò La enseñanza de la historia. Nel marzo 1895 creò e co-diresse con Luis Ruiz Contreras la Revista Crítica de Historia y Literatura Españolas.
Nel 1897 insegnò presso l'Università di Oviedo. Nel 1898, per celebrare il terzo anniversario dell'università, la facoltà decise di organizzare un viaggio per recuperare i legami tra la Spagna e le Americhe. Il viaggio si svolse tra il giugno 1909 e il marzo 1910. Durante questi nove mesi visitò l'Argentina, l'Uruguay, Cile, Perù, Messico, Stati Uniti e Cuba, dando con successo circa 300 conferenze presso le università e centri culturali, collaborando con editori, politici, insegnanti e studenti delle università e la formulazione di accordi di scambio per partenariati, nuove pubblicazioni e prossime conferenze. Tutto il suo viaggio è menzionato nel libro Mi viaje a América.
Al suo ritorno, venne nominato ispettore generale della Pubblica Istruzione nel mese di gennaio. In questo ruolo, migliorò la situazione economica e professionale degli insegnanti, rinnovò il controllo tecnico, dotandolo di un corpo femminile, inesistente fino ad allora, riformò gli studi di insegnamento e fu particolarmente interessato alle strutture fisiche delle scuole. Allo stesso tempo, cercò di introdurre metodologie didattiche innovative. Nel 1913 presentò le sue dimissioni a causa della pressione politica.
Nel 1914 ottenne la cattedra di Historia de las Instituciones Políticas y Civiles de América presso l'Università Centrale di Madrid. Nel 1916, fu nominato senatore per l'Università di Valencia nella lista del Partito Liberale guidato dal Conte di Romanones.
Nonostante la sua intensa attività internazionale nel corso di questi anni, non abbandonò la sua cattedra a Madrid, dove insegnò e continuò le sue pubblicazioni, soprattutto sul diritto internazionale e del pacifismo.
Fu nominato per il Premio Nobel per la Pace nel 1933.
Allo scoppio della guerra civile spagnola nel 1936, Altamira si trovava a Riaza. Mentre tentava di lasciare la Spagna venne catturato a Vitoria da dei requeté, nonostante godesse di immunità diplomatica. Venne inviato a Burgos presso il generale Miguel Cabanellas Ferrer e il 29 agosto gli venne concesso di lasciare il Paese. Partì per i Paesi Bassi, dove continuò la sua opera come giudice permanente del Tribunale dell'Aia. Tuttavia, l'invasione tedesca dei Paesi Bassi nel 1940 lo costrinse a rifugiarsi nella città di Bayonne. Ci rimase fino al 1944, anno in cui scappò di nuovo a causa dell'avanzata tedesca. Dopo un breve soggiorno in Portogallo, dove collaborò con l'Università di Coimbra, si recò presso la Columbia University di New York. Uno strano incidente, che gli procurò una frattura dell'anca durante il viaggio, lo costrinse a cambiare la sua destinazione ed egli si stabilì definitivamente a Città del Messico, dove già vivievano in esilio le sue figlie, Pilar e Nela. Nonostante la sua età avanzata, insegnò presso El Colegio de México e l'Universidad Nacional de México, Autónoma. Nel 1951, fu ancora una volta candidato per il Premio Nobel per la Pace, un onore che non ha ottenuto in quanto morì il 1º giugno dello stesso anno a Città del Messico.

## Opere
- 1890 --- Historia de la propiedad comunal (Tesi diretta da Gumersindo de Azcárate), Ed. Fácsimil, BiblioBazaar, LLC, 2008, ISBN 978-0-554-98841-2, 381 pagine. Anteprima in google books
- --- La formación del jurista, in Las conferencias de Rafael Altamira en la Escuela Nacional de Jurisprudencia, UNAM, ISBN 978-970-32-5088-2 Anteprima in google books
- 1891 --- La enseñanza de la Historia, Ediciones Akal, Madrid, 1997, ISBN 84-460-0835-1, 357 pagine.
- 1895 --- Cuentos de Levante y otros cuentos, Thule Ediciones, 2003. 187 pagine.
- 1902 --- Psicología del pueblo español, Ed. Biblioteca Nueva, Madrid 1997, ISBN 84-7030-478-X, 238 pagine.
- 1903 --- Historia del derecho español, Kessinger Publishing, United States, 2010.
- 1900–11 --- Historia de España y de la civilización española, Editorial Crítica, Barcelona 2001. ISBN 978-84-8432-257-3, 750 pagine.
- 1911 --- Mi viaje a América, Universidad de Oviedo. Servicio de Publicaciones, Oviedo, 2008, ISBN 978-84-8317-674-0.
- 1913 --- Cuestiones obreras, Prometeo, Valencia, 1914.
- 1915 --- Giner de los Ríos, educador, Prometeo, Valencia, 1915.
- 1921 --- Arte y realidad, Cervantes, Barcelona, 1921. 248 pagine.
- 1921 --- La política de España en América, EDETA, Valencia, 1921. 230 pagine.
- 1921 --- Ideario político, Prometeo, Valencia, 1921. 227 pagine.
- 1923 --- Ideario pedagógico, Madrid, edit. Reus, 1923. 375 pagine.
- 1924 --- La huella de España en América, Ediciones Universidad de Salamanca, Salamanca, 2007, ISBN 978-84-7481-338-8, 222 pagine.
- 1925 --- Cuentos de mi tierra, Madrid, 1925. 285 pagine.
- 1929 --- Últimos escritos americanistas, Fernando Fé, Madrid, 1929. 307 pagine.
- 1948 --- Manual de investigación de la historia del derecho indiano, Instituto Panamericano de Geografía e Historia, México, 1948. 154 pagine.
- 1948 --- Proceso Histórico de la Historiografía Humana, Colegio de México, 2011, ISBN 9786074622980.
- 1949 --- Tierras y hombres de Asturias, Ediciones Universidad de Oviedo, Oviedo 2005, ISBN 978-84-8317-468-5, 565 pagine.
- 1951 --- Diccionario castellano de palabras jurídicas y técnicas tomadas de la legislación indiana, Instituto Panamericano de Geografía e Historia, México, 1951. 349 pagine.